# Enrico Cialdini
Enrico Cialdini, duca di Gaeta (Castelvetro di Modena, 8 agosto 1811 – Livorno, 8 settembre 1892), è stato un nobile, generale, diplomatico e politico italiano. Fu una delle figure militari di maggior rilievo dell'esercito piemontese e successivamente del Regio Esercito italiano, in particolare durante la campagna piemontese in Italia centrale del 1860, l'assedio di Gaeta, la repressione del Brigantaggio postunitario italiano e la Terza guerra d'indipendenza italiana.

## Biografia
Onorato fino al giorno della morte, per i contemporanei fu figura eroica dell'epopea dell'Unità di Italia in quanto «vincitore di Palestro, Castelfidardo e di Gaeta» e «l'ultimo dei nostri eroi che se n'è ito; il più illustre rappresentante dell'esercito piemontese, poscia italiano, nelle campagne dell'indipendenza». Fu tuttavia figura non esente da critiche: già subito dopo la morte, nel 1892, di lui si scriveva che «l'uomo aveva dei difetti: vi sono dei punti neri nel quadro luminoso» ma era comunque descritto come «baldo, intelligente, arditissimo, un po' violento, un poco spagnuolo». In certa rilettura critica recente dei fatti del Risorgimento italiano Cialdini è stato, a partire dai primi anni del XXI secolo, al centro di critiche per i duri metodi adottati nelle fasi centrali della lotta al brigantaggio nel Mezzogiorno d'Italia, risultando uno dei militari più discussi del Risorgimento italiano.

### Origini e formazione
Nacque da Giuseppe, stimato ingegnere, e Luigia Santyan y Velasco, di origine spagnola; si trasferì durante l'infanzia nella vicina Reggio Emilia dove frequentò la scuola dei Gesuiti. Il padre lo iniziò allo studio della matematica e del disegno e il giovane Cialdini mostrò grande interesse anche per la musica e la poesia; il padre lo indirizzò però allo studio della medicina a cui si applicò fino al 1831 quando, coinvolto nei moti di rivolta dei ducati e della Romagna, fu costretto a emigrare prima in Francia e poi in Portogallo, dove incominciò la carriera militare.
In seguito combatté in Spagna nella prima guerra carlista contro la fazione monarchico legittimista, come il conterraneo Manfredo Fanti, col grado di colonnello. Sempre in Spagna conobbe e sposò, nel 1845, Maria Martinez de León.

### Il rientro in Italia e la partecipazione alle guerre di indipendenza italiane
Rientrato in Italia nel 1848, nel corso della Prima guerra d'indipendenza servì nell'Armata Sarda sotto il generale Durando e i pontifici alla battaglia di Monte Berico (Vicenza), dove venne ferito. Rimasto nell'esercito sabaudo, partecipò al corpo di spedizione italiano alla guerra di Crimea col grado di generale.

Nel corso della Seconda guerra d'indipendenza fu a Palestro nel 1859 e l'anno successivo all'assedio di Ancona, venendo promosso a generale d'armata il 6 ottobre 1860, dopo l'importante vittoria sui pontifici ottenuta nella battaglia di Castelfidardo il 18 settembre, transitando attraverso Porta Rimini a Pesaro l'11 settembre. Proseguendo verso sud, alla guida del IV Corpo d'Armata, prese parte alla battaglia del Macerone, quindi alla battaglia del Garigliano e fu comandante all'assedio di Gaeta, al termine del quale gli venne conferito il titolo di Duca di Gaeta. Il generale, capitolata la piazzaforte gaetana, mostrò, a dispetto delle recenti ingiuriose e interessate accuse, per i vinti rispetto e fraterno trasporto, tanto da ordinare di non organizzare festeggiamenti per quella vittoria ottenuta su altri italiani:
(Castelfidardo, Vittore Ottolini, pagg. 276-277)

### Luogotenente del Re e repressione del brigantaggio
(Vittorio Messori, Le cifre del generale Cialdini)
Dopo l'assedio e la resa di Gaeta, nell'agosto 1861 Cialdini venne inviato a Napoli, con poteri eccezionali, per affrontare l'emergenza del cosiddetto brigantaggio postunitario (pochi giorni prima, il 15 luglio, era stato nominato luogotenente del re Vittorio Emanuele II nelle province continentali dell'ex Regno delle Due Sicilie). In questa fase comandò una dura repressione del fenomeno attraverso un sistematico ricorso ad arresti in massa, esecuzioni sommarie, distruzione di casolari e masserie, vaste azioni contro centri abitati.
L'obiettivo strategico consisteva nel ristabilire le vie di comunicazione e conservare il controllo dei centri abitati. Gli strumenti a sua disposizione venivano, nel frattempo, incrementati con l'istituto del domicilio coatto e la moltiplicazione delle taglie. Le forze a sua disposizione consistevano in circa 22.000 uomini, presto passati a 50.000 nel dicembre del 1861; in tali condizioni Cialdini poté mantenere l'iniziativa, giungendo a eliminare le grandi bande criminali a cavallo e i loro migliori comandanti e, soprattutto, a estinguere il cosiddetto "focolaio lucano".
Con l'azione di Cialdini la lotta contro il brigantaggio raggiunse il risultato strategico principale, cancellando le premesse per una possibile sollevazione generale delle province meridionali. Con estrema severità, non solo contro i briganti stessi, ma anche contro la popolazione accusata di appoggiarli, il generale poté annientare completamente il brigantaggio, tanto più che il fenomeno aveva perso il sostegno dei Borbone in esilio e al contempo suscitato l'ostilità popolare contro quella forma di crudo banditismo.
Cialdini dovette affrontare anche i fatti di Pontelandolfo e Casalduni. Tale episodio si verificò in seguito all'uccisione e mutilazione di 45 militari del neo costituito esercito italiano (un ufficiale, quaranta bersaglieri e quattro carabinieri) per opera di alcuni briganti e di contadini del posto che li avevano fatti prigionieri. Il Regio Esercito riprese il controllo del territorio e il 14 agosto 1861 i due piccoli centri vennero dati alle fiamme e distrutti per rappresaglia.

### La fine della luogotenenza e la Terza guerra d'indipendenza
Alla fine del 1861 fu soppresso l'istituto della luogotenenza e Cialdini fu nominato commissario straordinario in Sicilia; in tale veste ebbe un ruolo di primo piano nell'azione militare che fermò Giuseppe Garibaldi sull'Aspromonte.
Nel corso della Terza guerra d'indipendenza ebbe il comando di una delle due armate italiane, quella schierata a sud del Po verso Mantova e Rovigo. Per tutta la fase iniziale della guerra non assunse alcuna posizione offensiva, limitandosi ad azioni dimostrative. Solo dopo che il capo di stato maggiore generale Alfonso La Marmora fu sconfitto dagli austriaci a Custoza, incominciò l'assedio della fortezza austriaca di Borgoforte, a sud del Po; gli venne dunque affidato il grosso dell'esercito e guidò l'avanzata italiana dal Po da Ferrara fino all'Isonzo.

### Gli ultimi anni e la carriera politica
Eletto deputato al primo (1860) e al secondo (1861) parlamento italiano nella circoscrizione di Reggio Emilia, il 13 marzo 1864 venne nominato senatore da Vittorio Emanuele II di Savoia.
Nel 1869 venne nominato da Vittorio Emanuele II ambasciatore speciale in Spagna, al fine di favorire un esponente della Casa Savoia al trono vacante (successione spagnola del 1870). Il tentativo ebbe successo il 6 novembre del 1870, quando le Cortes designarono Amedeo d'Aosta quale nuovo re di Spagna, con il titolo di Amedeo I di Spagna. All'abdicazione di Amedeo, l'11 febbraio del 1873, Cialdini passò ad ambasciatore italiano in Francia fino al 1881, quando prese definitivo congedo dalla vita politica.
Alla morte fu sepolto nel cimitero suburbano di Pisa.

## Revisione storica della figura di Cialdini
La figura di Enrico Cialdini, lungamente considerata eroica dalla storiografia risorgimentale, è stata oggetto di un processo di revisione storica che lo ha fatto diventare il centro di numerose critiche e disconoscimenti. In particolare, il comune di Pontelandolfo, in provincia di Benevento, è stato riconosciuto come "luogo della memoria" per il massacro perpetrato ai danni di cittadini inermi, tanto che l'ex Presidente del Consiglio Giuliano Amato ha chiesto ufficialmente scusa alla "città martire" nell'ambito delle celebrazioni per i 150 anni dell'unificazione italiana. Alle scuse di Amato sono seguite anche quelle di Graziano Delrio, nel 2011 sindaco di Reggio Emilia (città che, oltre ad avere intitolato al generale una strada e il palazzo della questura, ospita anche un busto del generale nel porticato centrale del municipio), pronunciate alla presenza del vicesindaco di Pontelandolfo proprio sotto il busto di Cialdini, non senza qualche imbarazzo dell'amministrazione comunale.
Negli anni seguenti l'unità nazionale, non poche città intitolarono piazze o strade a Cialdini, esposero suoi busti o gli concessero la cittadinanza onoraria. Tuttavia, a partire dai primi anni del XXI secolo, diverse città, come Venezia, Catania, Palermo, Casamassima, Barletta, Lamezia Terme e Trepuzzi hanno rimosso il suo nome dalle strade precedentemente intitolategli. In quest'ultima città, via Cialdini è stata dedicata ad Angela Romano, una bambina di nove anni presa in ostaggio dai briganti e che sarebbe stata colpita erroneamente nella strage di Castellammare del Golfo, mentre Vicenza ha rinominato la piazza dedicata al vicentino Pier Eleonoro Negri, colonnello e luogotenente di Cialdini a Pontelandolfo.
Il 26 dicembre 2016 il consiglio comunale di Napoli ha deliberato all'unanimità la mozione indirizzata al sindaco De Magistris affinché sollecitasse la locale Camera di Commercio a rimuovere il busto di Cialdini dal salone delle contrattazioni (busto tuttora nella sua posizione). Il 20 aprile 2017, inoltre, lo stesso comune di Napoli, «come atto di riconoscimento della memoria storica delle vittime delle stragi che il generale Cialdini ha perpetrato nel nostro territorio e nel Mezzogiorno d'Italia», ha ritirato la cittadinanza onoraria che era stata in passato concessa a Cialdini.
Eppure la deliberazione, votata all'unanimità dal Decurionato napoletano (antico organo deliberativo comunale) il 21 febbraio 1861, appena una settimana dopo la caduta della fortezza di Gaeta ad opera truppe comandate da Cialdini, era stata motivata come «testimonianza di riconoscenza» per «la generosità ed il patriottismo mostrato nel vietare ai suoi soldati di festeggiare una vittoria riportata sopra gl'Italiani». Una volta ricevuto l’assenso del Dicastero dell’interno, il 6 aprile il sindaco Giuseppe Colonna di Stigliano avvisò il governatore della Provincia di Napoli di aver stanziato dieci ducati per spese impreviste, «per far in pergamena ed in ottima calligrafia la deliberazione con la quale questo Decurionato votò la Cittadinanza Napolitana al prode Generale Cialdini, nonché per un corrispondente astuccio in pelle onde inviarla all’illustre Generale, per seta moiré ed altri accessori».
Va inoltre ricordato che la costruzione dell'edificio del palazzo della Borsa di Napoli, dove oggi ha sede la Camera di Commercio, venne avviata nel 1895 proprio grazie ai fondi donati dal generale Enrico Cialdini. Ad Enrico Cialdini è dedicata una caserma, nel centro storico di Bologna, sede del comando militare della regione Emilia Romagna.